# Hercule et Xena : La Bataille du mont Olympe
Pour plus de détails, voir Fiche technique et Distribution.
Hercule et Xena : La Bataille du mont Olympe (Hercules and Xena: The Animated Movie - The Battle for Mount Olympus) est un film américain réalisé par Lynne Naylor, sorti en 1998. Le film est basé sur les séries télévisées Hercule et Xena, la guerrière.

## Synopsis
Hercule et Xena unissent leurs forces contre les Titans.

## Fiche technique
- Titre : Hercule et Xena : La Bataille du mont Olympe
- Titre original : Hercules and Xena: The Animated Movie - The Battle for Mount Olympus
- Réalisation : Lynne Naylor
- Scénario : John Loy
- Musique : Joseph LoDuca
- Production : Lynne Naylor
- Société de production : Universal Animation Studios et Renaissance Pictures
- Pays :  États-Unis
- Genre : Animation, action, aventure et fantasy
- Durée : 80 minutes
- Dates de sortie : 
  -  États-Unis : 6 janvier 1998

## Doublage
- Kevin Sorbo : Hercule
- Lucy Lawless : Xena
- Michael Hurst : Iolaus
- Renée O'Connor : Gabrielle
- Kevin Smith : Arès
- Alexandra Tydings : Aphrodite
- Josephine Davison : Alcmène / Artémis
- Joy Watson : Héra
- Peter Rowley : Zeus
- David Mackie : Porphyrion
- Alison Wall : Téthys / Mnémosyne
- Ted Raimi : Crius